# Alojzy Szablewski

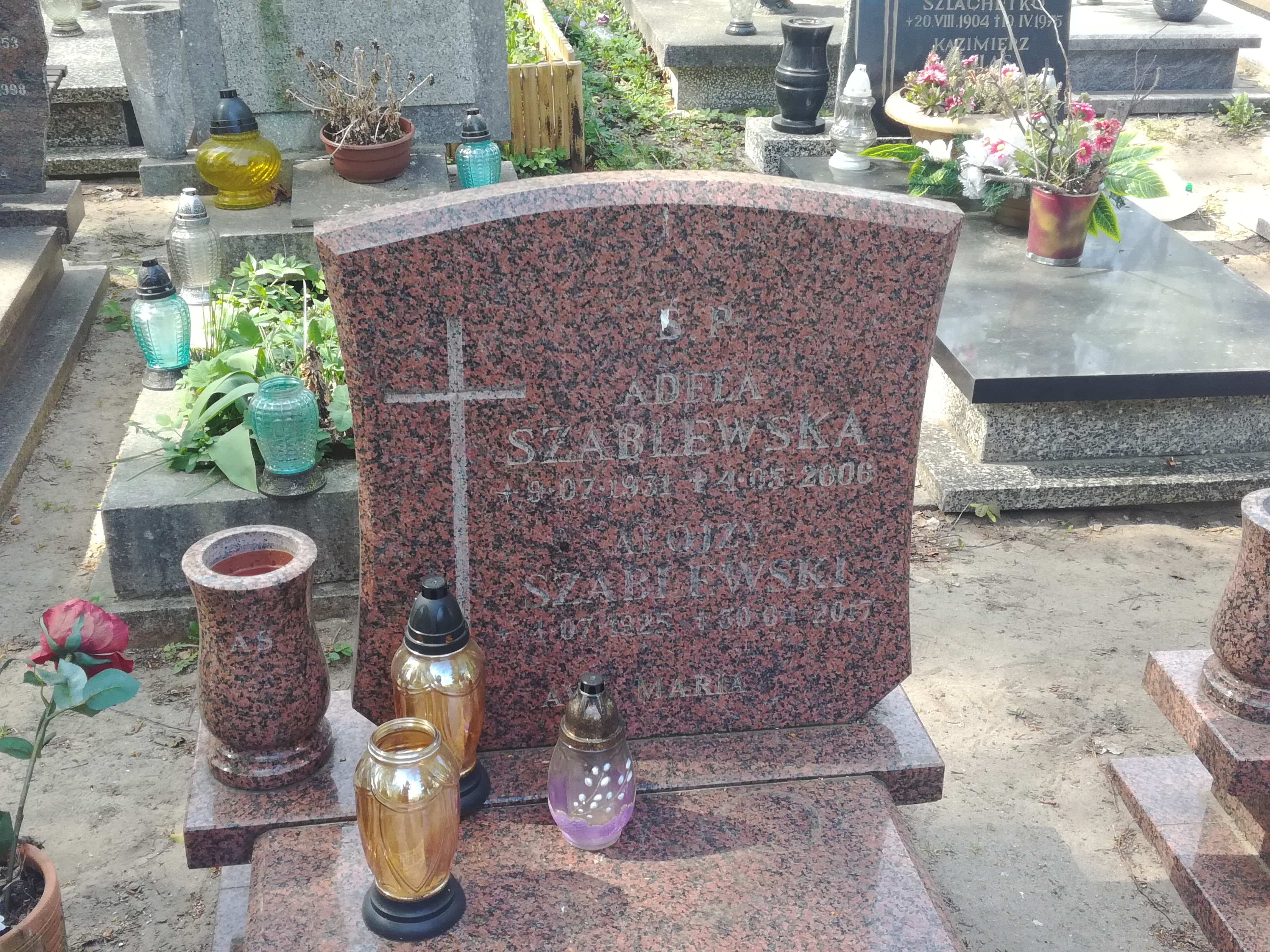
Grób Alojzego Szablewskiego na cmentarzu Oliwskim

Alojzy Antoni Szablewski (ur. 4 lipca 1925 w Tczewie, zm. 30 kwietnia 2017 w Gdańsku) – polski inżynier, działacz opozycji w okresie PRL, poseł na Sejm I kadencji.

## Życiorys
Syn Franciszka i Franciszki. W czasie II wojny światowej walczył w szeregach Armii Krajowej, brał udział m.in. w powstaniu warszawskim. Pracował następnie w fabryce maszyn rolniczych i starostwie powiatowym w Tczewie. W 1952 podjął pracę w Stoczni Gdańskiej, był w niej zatrudniony m.in. na stanowisku kierownika w biurze konstrukcyjno-projektowym. W 1963 ukończył studia na Wydziale Budowy Okrętów Politechniki Gdańskiej. Wcześniejsze podjęcie studiów uniemożliwiały mu względy polityczne.
Brał udział w protestach w grudniowych w 1970 i czerwcowych w 1976, od 1978 współpracował z Wolnymi Związkami Zawodowymi Wybrzeża. W czasie wydarzeń sierpniowych w 1980 uczestniczył w strajku w Stoczni Gdańskiej im. Lenina, wchodził w skład prezydium komisji zakładowej „Solidarności”. Po wprowadzeniu stanu wojennego przewodniczył komitetowi strajkowemu, po pacyfikacji został tymczasowo aresztowany na okres pół roku, następnie skazano go za działalność opozycyjną na karę dwóch lat pozbawienia wolności z warunkowym zawieszeniem jej wykonania. Kontynuował działalność opozycyjną m.in. w zakresie organizacji pomocy dla represjonowanych i kolportowania wydawnictw niezależnych. W 1988 ponownie organizował strajk w swoim zakładzie pracy. Dwa lata później przeszedł na emeryturę.
W latach 1991–1993 sprawował mandat posła na Sejm I kadencji, wybranego z listy Wyborczej Akcji Katolickiej w okręgu gdańskim. Od 1991 do 1995 działał w Zjednoczeniu Chrześcijańsko-Narodowym, a od 1996 do 2000 w Ruchu Odbudowy Polski, w którym pełnił funkcję wiceprzewodniczącego władz okręgowych. W 1994 wstąpił do Stowarzyszenia Godność, a w 2003 do Stowarzyszenia Solidarni z Kolebki. Należał również do stowarzyszenia „Nasza przyszłość – Polska”.
Został pochowany 5 maja 2017 na gdańskim cmentarzu Oliwskim (kwatera 29-8-8).

## Odznaczenia
W 2006, za wybitne zasługi w działalności na rzecz przemian demokratycznych w Polsce, za osiągnięcia w pracy zawodowej i społecznej, został odznaczony przez prezydenta Lecha Kaczyńskiego Krzyżem Komandorskim z Gwiazdą Orderu Odrodzenia Polski. W 2016 prezydent Andrzej Duda odznaczył go Krzyżem Wolności i Solidarności. W 1999 otrzymał odznaczenie Polonia Mater Nostra Est. W 2016 otrzymał Krzyż „Golgota Wschodu”.